# Fjerritslev Kirke
Fjerritslev Kirke ligger i Fjerritslev.
Kirken blev opført i 1907 og er tegnet af arkitekt Kristoffer Varming. I modsætning til normal praksis er tårnet her anbragt mod øst. Alterbilledet er malet af Johannes Wilhelm og forestiller Jesus, der segner under korset. Døbefonten er udført i sandsten af Anders Bundgaard.

## Eksterne kilder og henvisninger
- Wikimedia Commons har flere filer relateret til Fjerritslev Kirke
- Fjerritslev Kirke Arkiveret 31. januar 2011 hos  Wayback Machine hos nordenskirker.dk
- Fjerritslev Kirke  hos KortTilKirken.dk